# 建通街道
建通街道，是中华人民共和国河北省石家庄市裕华区下辖的一个乡镇级行政单位。

## 行政区划
建通街道下辖以下地区：
仓兴街社区、孙村社区、塔冢社区、青南社区和汇通路社区。